# Austra
Austra is een Canadese electroband uit Toronto, Ontario, opgericht in 2009. De band bestaat uit Katie Stelmanis (zang, keyboard), haar voormalige bandgenoot uit Galaxy Maya Postepski (drummer) en voormalig Spiral Beach bassist Dorian Wolf. Ze speelden in de eerste periode een aantal keren onder de naam Private Life, echter kwam de groep er al snel achter dat deze naam reeds door een andere band gebruikt werd. Daarna veranderde de band de naam in de tweede naam van Stelmanis; Austra. Tevens is dat de naam van de godin van het licht in de Letse mythology. Austra heeft ook twee achtergrondzangeressen, de tweeling Sari and Romy Lightman uit de band Tasseomancy en toetsenist Ryan Wonsiak uit Ze and the Boyfriends.
Austra's debuutalbum Feel It Break werd uitgebracht op 17 Mei 2011 door Paper Bag Records. Op 6 juli 2011 werd het album genomineerd voor de Polaris Music Prize 2011, maar verloor van Arcade Fire's The Suburbs. Feel It Break werd meegenomen in meerdere eindejaarslijsten van recensenten, zowel de Toronto Star als de New York noemden Feel It Break het beste album van 2011. Stereogum noemde Austra "a Band to Watch" op 14 maart 2011.
Hun twee album Olympia is uitgebracht op 18 juni 2013, de eerste single Home kwam uit op 7 maart 2013.

## Discografie

### Studio-albums
- Feel It Break (2011)
- Olympia (2013)
- Future Politics (2017)
- HiRUDiN (2020)

### Remixalbums
- Sparkle (2011)

### Singles
- "Beat and the Pulse" (2010)
- "Lose It" (2011)
- "Spellwork" (2011)
- "Home" (2013)
- "Painful Like" (2013)